# داویت هاروتیونیان
داویت آدونیسی هاروتیونیان (ارمنی: Դավիթ Էդոնիսի Հարությունյան؛ زادهٔ ۵ مارس ۱۹۶۳) سیاست‌مدار اهل ارمنستان که از ۱۹۹۸ تا اکتبر ۲۰۰۷ در دولت روبرت کوچاریان سپس از ۲۰۱۷ تا ۲۰۱۸ در دولت دوم کارن کاراپتیان به عنوان وزیر دادگستری خدمت نمود. وی نماینده دوره‌های اول، چهارم و پنجم مجلس ملی جمهوری ارمنستان بوده‌است.

## زندگی‌نامه
وی در ۶ ژانویه ۱۹۷۲ در ایروان به دنیا آمد و بین سال‌های ۱۹۷۵ تا ۱۹۸۰ در دانشگاه پلی‌تکنیک ارمنستان تحصیل نمود.

## یادداشت
1. ↑  ՀՀ Կառավարության աշխատակազմի ղեկավար-նախարար